# Індуїзм в Україні

Символ «Ом»

Індуїзм в Україні є нечисленною релігією, яку, згідно з даними опитуваннями Центру Разумкова у 2018 році, відсоток індуїстів складає 0,1% населення (близько 40 тисяч жителів), більшість яких належать до течії вайшнавізму та є послідовниками Міжнародного Товариства Свідомості Крішни.

## Історія
Історія Товариства свідомості Крішни в країнах пострадянського простору розпочалася в 1971 році після візиту Бгактіведанти Свамі Прабгупади до Москви. Після цього громади Товариства свідомості Крішни почали формуватися в багатьох містах на теренах Радянського Союзу. Однак, через політику державного атеїзму, Товариство не було офіційно зареєстроване. Протягом років утисків та репресій близько 50 віруючих-кришнаїтів перебували у в'язницях та спеціальних таборах. Декілька осіб, включно з однією дитиною, загинули. Всіх віруючих було реабілітовано відповідно до Закону «Про реабілітацію жертв репресій комуністичного тоталітарного режиму 1917-1991 років». Врешті-решт, у 1990 році Рада у справах релігії при Раді Міністрів УРСР зареєструвала першу релігійну громаду кришнаїтів в Україні.[джерело?]
Станом на 1999 рік в Україні офіційно функціонувало 32 зареєстровані громади свідомості Крішни, близько 30 проповідницьких центрів, духовна академія та понад 30 благодійних місій «Харе Крішна — їжа життя». У 1993 році було створено Центр громад свідомості Крішни в Україні, який був зареєстрований державою в 1995 році.
У 1996 році Державним комітетом України у справах релігій було видано свідоцтво № 60 про реєстрацію Духовної академії свідомості Крішни в Україні. Академія готує священнослужителів та служителів інших необхідних спеціальностей для громад свідомості Крішни, розробляє наукові та методичні рекомендації, відповідну літературу та надає загальну вайшнавську освіту.[джерело?]
На сьогодні в Україні нараховується понад 300 священнослужителів, 120 учнів, близько 5 тисяч активних парафіян, а загальна кількість послідовників «свідомості Крішни» перевищує 40 тисяч осіб.[джерело?]